# Hotel Puerta América
El Hotel Puerta América de Madrid (España) está en el n.º 41 de la Avenida de América, en el barrio de Prosperidad (distrito de Chamartín).
Este hotel de cinco estrellas fue construido entre 2003 y 2005 en un solar perteneciente a las instalaciones deportivas de la Fundación Santiago Apóstol pero desgajado de las mismas cuando se construyó el tramo de autopista de la N-II hasta el aeropuerto en los años cincuenta. Los terrenos, pertenecientes a la familia Lazcano, estuvieron sin construir por ser de uso deportivo de forma similar a otros que circundan el club deportivo al lado contrario de la autopista.
Fue concebido como un proyecto colectivo de 18 arquitectos y diseñadores de prestigio internacional. El francés Jean Nouvel se encargó del ático, la planta duodécima y la fachada, multicolor y decorada con fragmentos del poema Libertad de Paul Éluard en diferentes idiomas.
Cada uno de los interiores de las plantas es obra de un autor distinto:
- Sótano (aparcamiento): Teresa Sapey.
- Baja: John Pawson
- Primera: Zaha Hadid.
- Segunda: Norman Foster
- Tercera: David Chipperfield
- Cuarta: Plasma Studio (E. Castro y H. Kehne)
- Quinta: Victorio & Lucchino
- Sexta: Marc Newson
- Séptima: Ron Arad
- Octava: Kathryn Findlay
- Novena: Richard Gluckman
- Décima: Arata Isozaki
- Undécima: Javier Mariscal y Fernando Salas
- Duodécima: Jean Nouvel
- Ático: Rita Gasalla

Christian Liaigre diseñó el restaurante, Marc Newson el bar, y Jason Bruges y Arnold Chan se encargaron de la iluminación.